# Autoroute M5 (Biélorussie)
Pour les articles homonymes, voir M5.
L'autoroute M5 est une autoroute de Biélorussie qui relie Minsk à Homiel. S'étirant sur 296 kilomètres, elle appartient à la . 
Les voies de l'autoroute M5, pour les 12 premiers kilomètres à partir de Minsk, sont partagées avec celles de l'autoroute .